# Tour de la Communauté valencienne 2016
La 67e édition du Tour de la Communauté valencienne a eu lieu du 3 au 7 février 2016. La course fait partie du calendrier UCI Europe Tour 2016 en catégorie 2.1.
L'épreuve a été remportée par le Néerlandais Wout Poels (Sky) vainqueur des première et quatrième étapes, qui s'impose devant deux Espagnols à savoir 46 secondes sur Luis León Sánchez (Astana) et 56 secondes devant son coéquipier Beñat Intxausti.
Wout Poels gagne également les classements par points, de la montagne et du combiné tandis que sa formation britannique Sky s'adjuge le classement de la meilleure équipe.

## Présentation

### Équipes
Classé en catégorie 2.1 de l'UCI Europe Tour, le Tour de la Communauté valencienne est par conséquent ouvert aux WorldTeams dans la limite de 50 % des équipes participantes, aux équipes continentales professionnelles, aux équipes continentales et aux équipes nationales.
Vingt-cinq équipes participent à ce Tour de la Communauté valencienne - huit WorldTeams, neuf équipes continentales professionnelles, sept équipes continentales et une équipe nationale :
| UCI WorldTeams   | UCI WorldTeams | UCI WorldTeams |
| Nom de l'équipe  | Pays           | Code           |
| ---------------- | -------------- | -------------- |
| Astana           | Kazakhstan     | AST            |
| Cannondale       | États-Unis     | CPT            |
| Etixx-Quick Step | Belgique       | EQS            |
| IAM              | Suisse         | IAM            |
| Katusha          | Russie         | KAT            |
| Lotto NL-Jumbo   | Pays-Bas       | TLJ            |
| Movistar         | Espagne        | MOV            |
| Sky              | Royaume-Uni    | SKY            |

| Équipes continentales professionnelles | Équipes continentales professionnelles | Équipes continentales professionnelles |
| Nom de l'équipe                        | Pays                                   | Code                                   |
| -------------------------------------- | -------------------------------------- | -------------------------------------- |
| Bardiani CSF                           | Italie                                 | BAR                                    |
| Caja Rural-Seguros RGA                 | Espagne                                | CJR                                    |
| CCC Sprandi Polkowice                  | Pologne                                | CCC                                    |
| Cofidis                                | France                                 | COF                                    |
| Gazprom-RusVelo                        | Russie                                 | GAZ                                    |
| Roompot-Oranje Peloton                 | Pays-Bas                               | ROP                                    |
| Roth                                   | Suisse                                 | ROT                                    |
| Southeast-Venezuela                    | Italie                                 | STH                                    |
| Wanty-Groupe Gobert                    | Belgique                               | WGG                                    |

| Équipes continentales         | Équipes continentales | Équipes continentales |
| Nom de l'équipe               | Pays                  | Code                  |
| ----------------------------- | --------------------- | --------------------- |
| Burgos BH                     | Espagne               | BUR                   |
| D'Amico Bottecchia            | Italie                | AZT                   |
| Euskadi Basque Country-Murias | Espagne               | EUS                   |
| GM Europa Ovini               | Italie                | GME                   |
| Kinan                         | Japon                 | KIN                   |
| Lokosphinx                    | Russie                | LOK                   |
| Tusnad                        | Roumanie              | TCT                   |

| Équipe nationale           | Équipe nationale | Équipe nationale |
| Nom de l'équipe            | Pays             | Code             |
| -------------------------- | ---------------- | ---------------- |
| Équipe nationale d'Espagne | Espagne          | ESP              |

## Étapes
| Étape     | Date   | Villes étapes                 | type                        | Distance (km) | Vainqueur d'étape | Leader du classement général |
| --------- | ------ | ----------------------------- | --------------------------- | ------------- | ----------------- | ---------------------------- |
| 1re étape | 3 fév. | Benicàssim – Oropesa del Mar  | contre-la-montre individuel | 16,6          | Wout Poels        | Wout Poels                   |
| 2e étape  | 4 fév. | Castelló de la Plana – Fredes | étape de moyenne montagne   | 163,3         | Dan Martin        | Wout Poels                   |
| 3e étape  | 5 fév. | Sagonte – Alzira              | étape de plaine             | 173,5         | Dylan Groenewegen | Wout Poels                   |
| 4e étape  | 6 fév. | Orihuela – Xorret de Catí     | étape de montagne           | 141,3         | Wout Poels        | Wout Poels                   |
| 5e étape  | 7 fév. | Valence – Valence             | étape de plaine             | 105           | Stijn Vandenbergh | Wout Poels                   |

## Déroulement de la course

### 1reétape
| Classement de l'étape | Classement de l'étape | Classement de l'étape | Classement de l'étape | Classement de l'étape |
|                       | Coureur               | Pays                  | Équipe                | Temps                 |
| --------------------- | --------------------- | --------------------- | --------------------- | --------------------- |
| 1er                   | Wout Poels            | Pays-Bas              | Sky                   | en 22 min 34 s        |
| 2e                    | Luis León Sánchez     | Espagne               | Astana                | + 15 s                |
| 3e                    | Vasil Kiryienka       | Biélorussie           | Sky                   | + 21 s                |
| 4e                    | Diego Rosa            | Italie                | Astana                | + 22 s                |
| 5e                    | Jesús Herrada         | Espagne               | Movistar              | + 26 s                |
| 6e                    | Victor Campenaerts    | Belgique              | Lotto NL-Jumbo        | + 27 s                |
| 7e                    | Bob Jungels           | Luxembourg            | Etixx-Quick Step      | + 27 s                |
| 8e                    | Leopold König         | Tchéquie              | Sky                   | + 29 s                |
| 9e                    | Reto Hollenstein      | Suisse                | IAM                   | + 30 s                |
| 10e                   | Imanol Erviti         | Espagne               | Movistar              | + 30 s                |
| modifier              |                       |                       |                       |                       |

| Classement général | Classement général | Classement général | Classement général | Classement général |
|                    | Coureur            | Pays               | Équipe             | Temps              |
| ------------------ | ------------------ | ------------------ | ------------------ | ------------------ |
| 1er                | Wout Poels         | Pays-Bas           | Sky                | en 22 min 34 s     |
| 2e                 | Luis León Sánchez  | Espagne            | Astana             | + 15 s             |
| 3e                 | Vasil Kiryienka    | Biélorussie        | Sky                | + 21 s             |
| 4e                 | Diego Rosa         | Italie             | Astana             | + 22 s             |
| 5e                 | Jesús Herrada      | Espagne            | Movistar           | + 26 s             |
| 6e                 | Victor Campenaerts | Belgique           | Lotto NL-Jumbo     | + 27 s             |
| 7e                 | Bob Jungels        | Luxembourg         | Etixx-Quick Step   | + 27 s             |
| 8e                 | Leopold König      | Tchéquie           | Sky                | + 29 s             |
| 9e                 | Reto Hollenstein   | Suisse             | IAM                | + 30 s             |
| 10e                | Imanol Erviti      | Espagne            | Movistar           | + 30 s             |
| modifier           |                    |                    |                    |                    |

### 2eétape
| Classement de l'étape | Classement de l'étape | Classement de l'étape | Classement de l'étape  | Classement de l'étape |
|                       | Coureur               | Pays                  | Équipe                 | Temps                 |
| --------------------- | --------------------- | --------------------- | ---------------------- | --------------------- |
| 1er                   | Daniel Martin         | Irlande               | Etixx-Quick Step       | en 4 h 10 min 6 s     |
| 2e                    | Jesús Herrada         | Espagne               | Movistar               | + 2 s                 |
| 3e                    | Wout Poels            | Pays-Bas              | Sky                    | + 2 s                 |
| 4e                    | Beñat Intxausti       | Espagne               | Sky                    | + 2 s                 |
| 5e                    | Tom-Jelte Slagter     | Pays-Bas              | Cannondale             | + 2 s                 |
| 6e                    | Ion Izagirre          | Espagne               | Movistar               | + 2 s                 |
| 7e                    | Luis León Sánchez     | Espagne               | Astana                 | + 2 s                 |
| 8e                    | Eduard Prades         | Espagne               | Caja Rural-Seguros RGA | + 2 s                 |
| 9e                    | Dayer Quintana        | Colombie              | Movistar               | + 2 s                 |
| 10e                   | Davide Formolo        | Italie                | Cannondale             | + 2 s                 |
| modifier              |                       |                       |                        |                       |

| Classement général | Classement général | Classement général | Classement général | Classement général |
|                    | Coureur            | Pays               | Équipe             | Temps              |
| ------------------ | ------------------ | ------------------ | ------------------ | ------------------ |
| 1er                | Wout Poels         | Pays-Bas           | Sky                | en 4 h 32 min 42 s |
| 2e                 | Luis León Sánchez  | Espagne            | Astana             | + 15 s             |
| 3e                 | Diego Rosa         | Italie             | Astana             | + 22 s             |
| 4e                 | Jesús Herrada      | Espagne            | Movistar           | + 26 s             |
| 5e                 | Bob Jungels        | Luxembourg         | Etixx-Quick Step   | + 27 s             |
| 6e                 | Javier Moreno      | Espagne            | Movistar           | + 32 s             |
| 7e                 | Beñat Intxausti    | Espagne            | Sky                | + 33 s             |
| 8e                 | Ion Izagirre       | Espagne            | Movistar           | + 38 s             |
| 9e                 | Leopold König      | Tchéquie           | Sky                | + 39 s             |
| 10e                | Stef Clement       | Pays-Bas           | IAM                | + 45 s             |
| modifier           |                    |                    |                    |                    |

### 3eétape
| Classement de l'étape | Classement de l'étape | Classement de l'étape | Classement de l'étape      | Classement de l'étape |
|                       | Coureur               | Pays                  | Équipe                     | Temps                 |
| --------------------- | --------------------- | --------------------- | -------------------------- | --------------------- |
| 1er                   | Dylan Groenewegen     | Pays-Bas              | Lotto NL-Jumbo             | en 4 h 4 min 12 s     |
| 2e                    | Nacer Bouhanni        | France                | Cofidis                    | m.t                   |
| 3e                    | Alexander Porsev      | Russie                | Katusha                    | m.t                   |
| 4e                    | Tom Boonen            | Belgique              | Etixx-Quick Step           | m.t                   |
| 5e                    | Raymond Kreder        | Pays-Bas              | Roompot-Oranje Peloton     | m.t                   |
| 6e                    | Jonas Van Genechten   | Belgique              | IAM                        | m.t                   |
| 7e                    | Albert Torres         | Espagne               | Équipe nationale d'Espagne | m.t                   |
| 8e                    | Nicola Ruffoni        | Italie                | Bardiani CSF               | m.t                   |
| 9e                    | Filippo Fortin        | Italie                | GM Europa Ovini            | m.t                   |
| 10e                   | Giorgio Bocchiola     | Italie                | D'Amico Bottecchia         | m.t                   |
| modifier              |                       |                       |                            |                       |

| Classement général | Classement général | Classement général | Classement général | Classement général |
|                    | Coureur            | Pays               | Équipe             | Temps              |
| ------------------ | ------------------ | ------------------ | ------------------ | ------------------ |
| 1er                | Wout Poels         | Pays-Bas           | Sky                | en 8 h 36 min 54 s |
| 2e                 | Luis León Sánchez  | Espagne            | Astana             | + 15 s             |
| 3e                 | Diego Rosa         | Italie             | Astana             | + 22 s             |
| 4e                 | Jesús Herrada      | Espagne            | Movistar           | + 26 s             |
| 5e                 | Bob Jungels        | Luxembourg         | Etixx-Quick Step   | + 27 s             |
| 6e                 | Javier Moreno      | Espagne            | Movistar           | + 32 s             |
| 7e                 | Beñat Intxausti    | Espagne            | Sky                | + 33 s             |
| 8e                 | Ion Izagirre       | Espagne            | Movistar           | + 38 s             |
| 9e                 | Leopold König      | Tchéquie           | Sky                | + 39 s             |
| 10e                | Stef Clement       | Pays-Bas           | IAM                | + 45 s             |
| modifier           |                    |                    |                    |                    |

### 4eétape
| Classement de l'étape | Classement de l'étape | Classement de l'étape | Classement de l'étape | Classement de l'étape |
|                       | Coureur               | Pays                  | Équipe                | Temps                 |
| --------------------- | --------------------- | --------------------- | --------------------- | --------------------- |
| 1er                   | Wout Poels            | Pays-Bas              | Sky                   | en 3 h 26 min 32 s    |
| 2e                    | Beñat Intxausti       | Espagne               | Sky                   | + 23 s                |
| 3e                    | Ion Izagirre          | Espagne               | Movistar              | + 23 s                |
| 4e                    | Fabio Aru             | Italie                | Astana                | + 25 s                |
| 5e                    | Daniel Navarro        | Espagne               | Cofidis               | + 25 s                |
| 6e                    | Luis León Sánchez     | Espagne               | Astana                | + 31 s                |
| 7e                    | Davide Formolo        | Italie                | Cannondale            | + 38 s                |
| 8e                    | Sergey Firsanov       | Russie                | Gazprom-RusVelo       | + 38 s                |
| 9e                    | Tom-Jelte Slagter     | Pays-Bas              | Cannondale            | + 38 s                |
| 10e                   | Javier Moreno         | Espagne               | Movistar              | + 38 s                |
| modifier              |                       |                       |                       |                       |

| Classement général | Classement général | Classement général | Classement général | Classement général |
|                    | Coureur            | Pays               | Équipe             | Temps              |
| ------------------ | ------------------ | ------------------ | ------------------ | ------------------ |
| 1er                | Wout Poels         | Pays-Bas           | Sky                | en 12 h 3 min 26 s |
| 2e                 | Luis León Sánchez  | Espagne            | Astana             | + 46 s             |
| 3e                 | Beñat Intxausti    | Espagne            | Sky                | + 56 s             |
| 4e                 | Ion Izagirre       | Espagne            | Movistar           | + 1 min 1 s        |
| 5e                 | Javier Moreno      | Espagne            | Movistar           | + 1 min 10 s       |
| 6e                 | Fabio Aru          | Italie             | Astana             | + 1 min 26 s       |
| 7e                 | Diego Rosa         | Italie             | Astana             | + 1 min 27 s       |
| 8e                 | Jesús Herrada      | Espagne            | Movistar           | + 1 min 31 s       |
| 9e                 | Daniel Navarro     | Espagne            | Cofidis            | + 1 min 34 s       |
| 10e                | Leopold König      | Tchéquie           | Sky                | + 1 min 50 s       |
| modifier           |                    |                    |                    |                    |

### 5eétape
| Classement de l'étape | Classement de l'étape | Classement de l'étape | Classement de l'étape  | Classement de l'étape |
|                       | Coureur               | Pays                  | Équipe                 | Temps                 |
| --------------------- | --------------------- | --------------------- | ---------------------- | --------------------- |
| 1er                   | Stijn Vandenbergh     | Belgique              | Etixx-Quick Step       | en 2 h 12 min 25 s    |
| 2e                    | Dylan Groenewegen     | Pays-Bas              | Lotto NL-Jumbo         | m.t                   |
| 3e                    | Raymond Kreder        | Pays-Bas              | Roompot-Oranje Peloton | m.t                   |
| 4e                    | Nacer Bouhanni        | France                | Cofidis                | m.t                   |
| 5e                    | Jonas Van Genechten   | Belgique              | IAM                    | m.t                   |
| 6e                    | Alexander Porsev      | Russie                | Katusha                | m.t                   |
| 7e                    | Sonny Colbrelli       | Italie                | Bardiani CSF           | m.t                   |
| 8e                    | Matti Breschel        | Danemark              | Cannondale             | m.t                   |
| 9e                    | Nicola Ruffoni        | Italie                | Bardiani CSF           | m.t                   |
| 10e                   | Eduard Prades         | Espagne               | Caja Rural-Seguros RGA | m.t                   |
| modifier              |                       |                       |                        |                       |

## Classements finals

### Classement général final
| Classement général final | Classement général final | Classement général final | Classement général final | Classement général final |
|                          | Coureur                  | Pays                     | Équipe                   | Temps                    |
| ------------------------ | ------------------------ | ------------------------ | ------------------------ | ------------------------ |
| 1er                      | Wout Poels               | Pays-Bas                 | Sky                      | en 14 h 15 min 51 s      |
| 2e                       | Luis León Sánchez        | Espagne                  | Astana                   | + 46 s                   |
| 3e                       | Beñat Intxausti          | Espagne                  | Sky                      | + 56 s                   |
| 4e                       | Ion Izagirre             | Espagne                  | Movistar                 | + 1 min 1 s              |
| 5e                       | Javier Moreno            | Espagne                  | Movistar                 | + 1 min 10 s             |
| 6e                       | Fabio Aru                | Italie                   | Astana                   | + 1 min 26 s             |
| 7e                       | Diego Rosa               | Italie                   | Astana                   | + 1 min 27 s             |
| 8e                       | Jesús Herrada            | Espagne                  | Movistar                 | + 1 min 31 s             |
| 9e                       | Daniel Navarro           | Espagne                  | Cofidis                  | + 1 min 34 s             |
| 10e                      | Leopold König            | Tchéquie                 | Sky                      | + 1 min 50 s             |
| modifier                 |                          |                          |                          |                          |

### Classements annexes
| Classement par points | Classement par points | Classement par points | Classement par points | Classement par points |
| --------------------- | --------------------- | --------------------- | --------------------- | --------------------- |
|                       | Coureur               | Pays                  | Équipe                | Point(s)              |
| 1er                   | Wout Poels            | Pays-Bas              | Sky                   | 68 points             |
| 2e                    | Dylan Groenewegen     | Pays-Bas              | Lotto NL-Jumbo        | 45 pts                |
| 3e                    | Luis León Sánchez     | Espagne               | Astana                | 39 pts                |
| modifier              |                       |                       |                       |                       |

| Classement de la montagne | Classement de la montagne | Classement de la montagne | Classement de la montagne     | Classement de la montagne |
| ------------------------- | ------------------------- | ------------------------- | ----------------------------- | ------------------------- |
|                           | Coureur                   | Pays                      | Équipe                        | Point(s)                  |
| 1er                       | Wout Poels                | Pays-Bas                  | Sky                           | 19 points                 |
| 2e                        | Aitor González Prieto     | Espagne                   | Euskadi Basque Country-Murias | 12 pts                    |
| 3e                        | Daniel Martin             | Irlande                   | Etixx-Quick Step              | 10 pts                    |
| modifier                  |                           |                           |                               |                           |

| Classement du combiné | Classement du combiné | Classement du combiné | Classement du combiné | Classement du combiné |
| --------------------- | --------------------- | --------------------- | --------------------- | --------------------- |
|                       | Coureur               | Pays                  | Équipe                | Point(s)              |
| 1er                   | Wout Poels            | Pays-Bas              | Sky                   | 3 points              |
| 2e                    | Beñat Intxausti       | Espagne               | Sky                   | 11 pts                |
| 3e                    | Jesús Herrada         | Espagne               | Movistar              | 18 pts                |
| modifier              |                       |                       |                       |                       |

| Classement par équipes | Classement par équipes | Classement par équipes | Classement par équipes |
|                        | Équipe                 | Pays                   | Temps                  |
| ---------------------- | ---------------------- | ---------------------- | ---------------------- |
| 1re                    | Sky                    | Royaume-Uni            | en 42 h 50 min 7 s     |
| 2e                     | Astana                 | Kazakhstan             | + 59 s                 |
| 3e                     | Movistar               | Espagne                | + 1 min 0 s            |
| modifier               |                        |                        |                        |

### UCI Europe Tour
Ce Tour de la Communauté valencienne attribue des points pour l'UCI Europe Tour 2016, y compris aux coureurs faisant partie d'une équipe ayant un label WorldTeam. De plus la course donne le même nombre de points individuellement à tous les coureurs pour le Classement mondial UCI 2016.
| Position           | 1er | 2e | 3e | 4e | 5e | 6e | 7e | 8e | 9e | 10e | 11e | 12e | 13e à 15e | 16e à 25e |
| Classement général | 125 | 85 | 70 | 60 | 50 | 40 | 35 | 30 | 25 | 20  | 15  | 10  | 5         | 3         |
| Par étape          | 14  | 5  | 3  |    |    |    |    |    |    |     |     |     |           |           |
| Leader, par étape  | 3   |    |    |    |    |    |    |    |    |     |     |     |           |           |

| Cycliste           | Équipe                 | Général | Étape | Leader | Total |
| ------------------ | ---------------------- | ------- | ----- | ------ | ----- |
| Wout Poels         | Sky                    | 125     | 31    | 12     | 168   |
| Luis León Sánchez  | Astana                 | 85      | 5     | -      | 90    |
| Beñat Intxausti    | Sky                    | 70      | 5     | -      | 75    |
| Ion Izagirre       | Movistar               | 60      | 3     | -      | 63    |
| Javier Moreno      | Movistar               | 50      | -     | -      | 50    |
| Fabio Aru          | Astana                 | 40      | -     | -      | 40    |
| Jesús Herrada      | Movistar               | 30      | 5     | -      | 35    |
| Diego Rosa         | Astana                 | 35      | -     | -      | 35    |
| Daniel Navarro     | Cofidis                | 25      | -     | -      | 25    |
| Leopold König      | Sky                    | 20      | -     | -      | 20    |
| Dylan Groenewegen  | Lotto NL-Jumbo         | -       | 19    | -      | 19    |
| Daniel Martin      | Etixx-Quick Step       | 5       | 14    | -      | 19    |
| Davide Formolo     | Cannondale             | 15      | -     | -      | 15    |
| Stijn Vandenbergh  | Etixx-Quick Step       | -       | 14    | -      | 14    |
| Bob Jungels        | Etixx-Quick Step       | 10      | -     | -      | 10    |
| Nacer Bouhanni     | Cofidis                | -       | 5     | -      | 5     |
| Reto Hollenstein   | IAM                    | 5       | -     | -      | 5     |
| Tom-Jelte Slagter  | Cannondale             | 5       | -     | -      | 5     |
| Dario Cataldo      | Astana                 | 3       | -     | -      | 3     |
| Víctor de la Parte | CCC Sprandi Polkowice  | 3       | -     | -      | 3     |
| Stefan Denifl      | IAM                    | 3       | -     | -      | 3     |
| Sergey Firsanov    | Gazprom-RusVelo        | 3       | -     | -      | 3     |
| Vasil Kiryienka    | Sky                    | -       | 3     | -      | 3     |
| Raymond Kreder     | Roompot-Oranje Peloton | -       | 3     | -      | 3     |
| David López García | Sky                    | 3       | -     | -      | 3     |
| Mikel Nieve        | Sky                    | 3       | -     | -      | 3     |
| Alexander Porsev   | Katusha                | -       | 3     | -      | 3     |
| Eduard Prades      | Caja Rural-Seguros RGA | 3       | -     | -      | 3     |
| Joaquim Rodríguez  | Katusha                | 3       | -     | -      | 3     |
| Héctor Sáez        | Caja Rural-Seguros RGA | 3       | -     | -      | 3     |
| Carlos Verona      | Etixx-Quick Step       | 3       | -     | -      | 3     |

## Évolution des classements
| Étape              | Vainqueur          | Classement général | Classement par points | Classement de la montagne | Classement du combiné | Classement par équipes |
| ------------------ | ------------------ | ------------------ | --------------------- | ------------------------- | --------------------- | ---------------------- |
| 1                  | Wout Poels         | Wout Poels         | Wout Poels            | Wout Poels                | Wout Poels            | Sky                    |
| 2                  | Daniel Martin      | Wout Poels         | Wout Poels            | Daniel Martin             | Wout Poels            | Sky                    |
| 3                  | Dylan Groenewegen  | Wout Poels         | Wout Poels            | Daniel Martin             | Wout Poels            | Sky                    |
| 4                  | Wout Poels         | Wout Poels         | Wout Poels            | Wout Poels                | Wout Poels            | Sky                    |
| 5                  | Stijn Vandenbergh  | Wout Poels         | Wout Poels            | Wout Poels                | Wout Poels            | Sky                    |
| Classements finals | Classements finals | Wout Poels         | Wout Poels            | Wout Poels                | Wout Poels            | Sky                    |

## Liste des participants
- Liste de départ complète

| Légende                             | Légende                                                                                                  | Légende                         | Légende                                                                                         |
| ----------------------------------- | --- | ------------------------------- | ----------------------------------------------------------------------------------------------- |
| Num                                 | Dossard de départ porté par le coureur sur ce Tour de la Communauté valencienne                          | Pos                             | Position finale au classement général                                                           |
| Leader du classement général        | Indique le vainqueur du classement général                                                               | Leader du classement par points | Indique le vainqueur du classement par points                                                   |
| Leader du classement de la montagne | Indique le vainqueur du classement de la montagne                                                        | Leader du classement du combiné | Indique le vainqueur du classement du combiné                                                   |
|                                     | Indique un maillot de champion national ou mondial, suivi de sa spécialité                               | #                               | Indique la meilleure équipe                                                                     |
| NP                                  | Indique un coureur qui n'a pas pris le départ d'une étape, suivi du numéro de l'étape où il s'est retiré | AB                              | Indique un coureur qui n'a pas terminé une étape, suivi du numéro de l'étape où il s'est retiré |
| HD                                  | Indique un coureur qui a terminé une étape hors des délais, suivi du numéro de l'étape                   | DSQ                             | Indique un coureur qui a été disqualifié de la course, suivi du numéro de l'étape               |

| Katusha KAT                      | Katusha KAT             | Katusha KAT |
| -------------------------------- | ----------------------- | ----------- |
| Num                              | Coureur                 | Pos         |
| 1                                | Joaquim Rodríguez (ESP) | 22e         |
| 2                                | Alexander Porsev (RUS)  | 130e        |
| 3                                | Ángel Vicioso (ESP)     | 79e         |
| 4                                | Eduard Vorganov (RUS)   | AB-4        |
| 5                                | Alberto Losada (ESP)    | 32e         |
| 6                                | Anton Vorobyev (RUS)    | 107e        |
| 7                                | Matvey Mamykin (RUS)    | 63e         |
| 8                                | Jhonatan Restrepo (COL) | 87e         |
| Directeur sportif : José Azevedo |                         |             |

| Movistar MOV                            | Movistar MOV            | Movistar MOV |
| --------------------------------------- | ----------------------- | ------------ |
| Num                                     | Coureur                 | Pos          |
| 11                                      | Jorge Arcas (ESP)       | 106e         |
| 12                                      | Imanol Erviti (ESP)     | 99e          |
| 13                                      | Jesús Herrada (ESP)     | 8e           |
| 14                                      | José Herrada (ESP)      | 31e          |
| 15                                      | Ion Izagirre (ESP)      | 4e           |
| 16                                      | Dayer Quintana (COL)    | 30e          |
| 17                                      | Javier Moreno (ESP)     | 5e           |
| 18                                      | Francisco Ventoso (ESP) | 123e         |
| Directeur sportif : José Luis Jaimerena |                         |              |

| Sky # SKY                       | Sky # SKY                   | Sky # SKY |
| ------------------------------- | --------------------------- | --------- |
| Num                             | Coureur                     | Pos       |
| 21                              | Alex Peters (GBR)           | 138e      |
| 22                              | Beñat Intxausti (ESP)       | 3e        |
| 23                              | Vasil Kiryienka (BLR) (Clm) | 90e       |
| 24                              | Leopold König (CZE)         | 10e       |
| 25                              | Wout Poels (NED)            | 1er       |
| 26                              | David López García (ESP)    | 19e       |
| 27                              | Mikel Nieve (ESP)           | 24e       |
| 28                              | Nicolas Roche (IRL)         | 140e      |
| Directeur sportif : Dario Cioni |                             |           |

| Etixx-Quick Step EQS                 | Etixx-Quick Step EQS          | Etixx-Quick Step EQS |
| ------------------------------------ | ----------------------------- | -------------------- |
| Num                                  | Coureur                       | Pos                  |
| 31                                   | Tom Boonen (BEL)              | 108e                 |
| 32                                   | Bob Jungels (LUX) (Route/Clm) | 12e                  |
| 33                                   | Carlos Verona (ESP)           | 23e                  |
| 34                                   | Yves Lampaert (BEL)           | 73e                  |
| 35                                   | Daniel Martin (IRL)           | 13e                  |
| 36                                   | Gianni Meersman (BEL)         | 60e                  |
| 37                                   | Niki Terpstra (NED) (Route)   | 101e                 |
| 38                                   | Stijn Vandenbergh (BEL)       | 37e                  |
| Directeur sportif : Wilfried Peeters |                               |                      |

| Astana AST                          | Astana AST                  | Astana AST |
| ----------------------------------- | --------------------------- | ---------- |
| Num                                 | Coureur                     | Pos        |
| 41                                  | Fabio Aru (ITA)             | 6e         |
| 42                                  | Dario Cataldo (ITA)         | 18e        |
| 43                                  | Diego Rosa (ITA)            | 7e         |
| 44                                  | Luis León Sánchez (ESP)     | 2e         |
| 45                                  | Paolo Tiralongo (ITA)       | 48e        |
| 46                                  | Alexey Lutsenko (KAZ) (Clm) | 80e        |
| 47                                  | Davide Malacarne (ITA)      | 51e        |
| 48                                  | Arman Kamyshev (KAZ)        | 151e       |
| Directeur sportif : Gorazd Štangelj |                             |            |

| Lotto NL-Jumbo TLJ                | Lotto NL-Jumbo TLJ       | Lotto NL-Jumbo TLJ |
| --------------------------------- | ------------------------ | ------------------ |
| Num                               | Coureur                  | Pos                |
| 51                                | Koen Bouwman (NED)       | 89e                |
| 52                                | Victor Campenaerts (BEL) | 50e                |
| 53                                | Dylan Groenewegen (NED)  | 160e               |
| 54                                | Steven Lammertink (NED)  | 173e               |
| 55                                | Tom Leezer (NED)         | 139e               |
| 56                                | Paul Martens (GER)       | 124e               |
| 57                                | Alexey Vermeulen (USA)   | 62e                |
| 58                                | Dennis van Winden (NED)  | 146e               |
| Directeur sportif : Merijn Zeeman |                          |                    |

| Cannondale CPT                   | Cannondale CPT             | Cannondale CPT |
| -------------------------------- | -------------------------- | -------------- |
| Num                              | Coureur                    | Pos            |
| 61                               | Jack Bauer (NZL)           | AB-4           |
| 62                               | Matti Breschel (DEN)       | 112e           |
| 63                               | Joe Dombrowski (USA)       | 41e            |
| 64                               | Davide Formolo (ITA)       | 11e            |
| 65                               | Pierre Rolland (FRA)       | 44e            |
| 66                               | Kristoffer Skjerping (NOR) | 86e            |
| 67                               | Tom-Jelte Slagter (NED)    | 15e            |
| 68                               | Davide Villella (ITA)      | 39e            |
| Directeur sportif : Johnny Weltz |                            |                |

| IAM                                | IAM                        | IAM  |
| ---------------------------------- | -------------------------- | ---- |
| Num                                | Coureur                    | Pos  |
| 71                                 | Matthias Brändle (AUT)     | AB-4 |
| 72                                 | Stef Clement (NED)         | 45e  |
| 73                                 | Stefan Denifl (AUT)        | DSQ  |
| 74                                 | Reto Hollenstein (SUI)     | 14e  |
| 75                                 | Vegard Stake Laengen (NOR) | 68e  |
| 76                                 | David Tanner (AUS)         | 64e  |
| 77                                 | Jonas Van Genechten (BEL)  | 117e |
| 78                                 | Marcel Wyss (SUI)          | 56e  |
| Directeur sportif : Rik Verbrugghe |                            |      |

| Cofidis COF                     | Cofidis COF              | Cofidis COF |
| ------------------------------- | ------------------------ | ----------- |
| Num                             | Coureur                  | Pos         |
| 81                              | Nacer Bouhanni (FRA)     | 153e        |
| 82                              | Borut Božič (SLO)        | 164e        |
| 83                              | Nicolas Edet (FRA)       | AB-3        |
| 84                              | Christophe Laporte (FRA) | 147e        |
| 85                              | Cyril Lemoine (FRA)      | 131e        |
| 86                              | Daniel Navarro (ESP)     | 9e          |
| 87                              | Julien Simon (FRA)       | 97e         |
| 88                              | Geoffrey Soupe (FRA)     | 149e        |
| Directeur sportif : Didier Rous |                          |             |

| Roompot-Oranje Peloton ROP        | Roompot-Oranje Peloton ROP | Roompot-Oranje Peloton ROP |
| --------------------------------- | -------------------------- | -------------------------- |
| Num                               | Coureur                    | Pos                        |
| 91                                | Huub Duyn (NED)            | 33e                        |
| 92                                | Sjoerd van Ginneken (NED)  | 84e                        |
| 93                                | Michel Kreder (NED)        | 78e                        |
| 94                                | Johnny Hoogerland (NED)    | 42e                        |
| 95                                | Raymond Kreder (NED)       | 125e                       |
| 96                                | Marc de Maar (NED)         | 38e                        |
| 97                                | Etienne van Empel (NED)    | 57e                        |
| 98                                | Pieter Weening (NED)       | 27e                        |
| Directeur sportif : Erik Breukink |                            |                            |

| Bardiani CSF BAR                    | Bardiani CSF BAR       | Bardiani CSF BAR |
| ----------------------------------- | ---------------------- | ---------------- |
| Num                                 | Coureur                | Pos              |
| 101                                 | Sonny Colbrelli (ITA)  | 94e              |
| 102                                 | Nicola Ruffoni (ITA)   | 159e             |
| 103                                 | Mirco Maestri (ITA)    | 152e             |
| 104                                 | Nicola Boem (ITA)      | 155e             |
| 105                                 | Luca Sterbini (ITA)    | 102e             |
| 106                                 | Simone Andreetta (ITA) | 46e              |
| 107                                 | Paolo Simion (ITA)     | 136e             |
| 108                                 | Enrico Barbin (ITA)    | 88e              |
| Directeur sportif : Stefano Zanatta |                        |                  |

| Burgos BH BUR                              | Burgos BH BUR             | Burgos BH BUR |
| ------------------------------------------ | ------------------------- | ------------- |
| Num                                        | Coureur                   | Pos           |
| 111                                        | Pablo Torres (ESP)        | 168e          |
| 112                                        | Arnau Solé (ESP)          | 100e          |
| 113                                        | Ibai Salas (ESP)          | 43e           |
| 114                                        | Igor Merino (ESP)         | 144e          |
| 115                                        | Juan Carlos Riutort (ESP) | AB-4          |
| 116                                        | Daniel López (ESP)        | 166e          |
| 117                                        | Jesús del Pino (ESP)      | 35e           |
| 118                                        | Jorge Cubero (ESP)        | 111e          |
| Directeur sportif : Julio Andrés Izquierdo |                           |               |

| Caja Rural-Seguros RGA CJR                | Caja Rural-Seguros RGA CJR | Caja Rural-Seguros RGA CJR |
| ----------------------------------------- | -------------------------- | -------------------------- |
| Num                                       | Coureur                    | Pos                        |
| 121                                       | David Arroyo (ESP)         | 66e                        |
| 122                                       | José Gonçalves (POR)       | 52e                        |
| 123                                       | Domingos Gonçalves (POR)   | 75e                        |
| 124                                       | Eduard Prades (ESP)        | 17e                        |
| 125                                       | Antonio Molina (ESP)       | 54e                        |
| 126                                       | Ricardo Vilela (POR)       | 29e                        |
| 127                                       | Héctor Sáez (ESP)          | 21e                        |
| 128                                       | Jaime Rosón (ESP)          | 36e                        |
| Directeur sportif : José Miguel Fernández |                            |                            |

| Roth ROT                                   | Roth ROT                  | Roth ROT |
| ------------------------------------------ | ------------------------- | -------- |
| Num                                        | Coureur                   | Pos      |
| 131                                        | David Belda (ESP)         | 58e      |
| 132                                        | Valentin Baillifard (SUI) | 96e      |
| 133                                        | Nico Brüngger (SUI)       | 83e      |
| 134                                        | Alberto Cecchin (ITA)     | 167e     |
| 135                                        | Martin Kohler (SUI)       | 169e     |
| 136                                        | Matthias Krizek (AUT)     | 162e     |
| 137                                        | Andrea Pasqualon (ITA)    | 120e     |
| 138                                        | Bruno Pires (POR)         | 34e      |
| Directeur sportif : Alessandro Spezialetti |                           |          |

| Wanty-Groupe Gobert WGG                 | Wanty-Groupe Gobert WGG  | Wanty-Groupe Gobert WGG |
| --------------------------------------- | ------------------------ | ----------------------- |
| Num                                     | Coureur                  | Pos                     |
| 141                                     | Enrico Gasparotto (ITA)  | 76e                     |
| 142                                     | Kévin Van Melsen (BEL)   | 115e                    |
| 143                                     | Gaëtan Bille (BEL)       | AB-4                    |
| 144                                     | Thomas Degand (BEL)      | 104e                    |
| 145                                     | Guillaume Martin (FRA)   | NP-1                    |
| 146                                     | Marco Minnaard (NED)     | 40e                     |
| 147                                     | Lander Seynaeve (BEL)    | 175e                    |
| 148                                     | Frederik Veuchelen (BEL) | NP-1                    |
| Directeur sportif : Sébastien Demarbaix |                          |                         |

| Gazprom-RusVelo GAZ               | Gazprom-RusVelo GAZ        | Gazprom-RusVelo GAZ |
| --------------------------------- | -------------------------- | ------------------- |
| Num                               | Coureur                    | Pos                 |
| 151                               | Artem Ovechkin (RUS) (Clm) | 98e                 |
| 152                               | Sergey Firsanov (RUS)      | 16e                 |
| 153                               | Roman Maikin (RUS)         | 132e                |
| 154                               | Artur Ershov (RUS)         | 127e                |
| 155                               | Viktor Manakov (RUS)       | 170e                |
| 156                               | Alexander Serov (RUS)      | 145e                |
| 157                               | Alexander Evtushenko (RUS) | 163e                |
| 158                               | Kirill Sveshnikov (RUS)    | 150e                |
| Directeur sportif : Alexei Markov |                            |                     |

| Euskadi Basque Country-Murias EUS | Euskadi Basque Country-Murias EUS | Euskadi Basque Country-Murias EUS |
| --------------------------------- | --------------------------------- | --------------------------------- |
| Num                               | Coureur                           | Pos                               |
| 161                               | Garikoitz Bravo (ESP)             | 28e                               |
| 162                               | Beñat Txoperena (ESP)             | 91e                               |
| 163                               | Jon Ander Insausti (ESP)          | 134e                              |
| 164                               | Aritz Bagües (ESP)                | 121e                              |
| 165                               | Mikel Bizkarra (ESP)              | 49e                               |
| 166                               | Imanol Estévez (ESP)              | 67e                               |
| 167                               | Mikel Iturria (ESP)               | 55e                               |
| 168                               | Aitor González Prieto (ESP)       | 69e                               |
| Directeur sportif : Jon Odriozola |                                   |                                   |

| Kinan KIN                          | Kinan KIN                 | Kinan KIN |
| ---------------------------------- | ------------------------- | --------- |
| Num                                | Coureur                   | Pos       |
| 171                                | Jai Crawford (AUS)        | 53e       |
| 172                                | Marcos García (ESP)       | 70e       |
| 173                                | Wesley Sulzberger (AUS)   | 118e      |
| 174                                | Ryōma Nonaka (JPN)        | 178e      |
| 175                                | Kenji Itami (JPN)         | 177e      |
| 176                                | Keisuke Aso (JPN)         | AB-5      |
| 177                                | Shigetomo Nakanishi (JPN) | AB-5      |
| 178                                |                           |           |
| Directeur sportif : Tetsuya Ishida |                           |           |

| CCC Sprandi Polkowice CCC          | CCC Sprandi Polkowice CCC          | CCC Sprandi Polkowice CCC |
| ---------------------------------- | ---------------------------------- | ------------------------- |
| Num                                | Coureur                            | Pos                       |
| 181                                | Nikolay Mihaylov (BUL) (Route/Clm) | 95e                       |
| 182                                | Łukasz Owsian (POL)                | 59e                       |
| 183                                | Víctor de la Parte (ESP)           | 20e                       |
| 184                                | Mateusz Taciak (POL)               | 142e                      |
| 185                                | Leszek Pluciński (POL)             | 72e                       |
| 186                                | Maciej Paterski (POL)              | 74e                       |
| 187                                | Bartłomiej Matysiak (POL)          | 129e                      |
| 188                                |                                    |                           |
| Directeur sportif : Tomasz Brożyna |                                    |                           |

| GM Europa Ovini GME                 | GM Europa Ovini GME       | GM Europa Ovini GME |
| ----------------------------------- | ------------------------- | ------------------- |
| Num                                 | Coureur                   | Pos                 |
| 191                                 | Filippo Fortin (ITA)      | 116e                |
| 192                                 | Federico Burchio (ITA)    | 110e                |
| 193                                 | Davide Pacchiardo (ITA)   | AB-4                |
| 194                                 | Andrea Ruscetta (ITA)     | AB-5                |
| 195                                 | José Márquez Romero (ESP) | 143e                |
| 196                                 | Andrey Sazanov (RUS)      | AB-5                |
| 197                                 |                           |                     |
| 198                                 |                           |                     |
| Directeur sportif : Dario Andriotto |                           |                     |

| Southeast-Venezuela STH            | Southeast-Venezuela STH  | Southeast-Venezuela STH |
| ---------------------------------- | ------------------------ | ----------------------- |
| Num                                | Coureur                  | Pos                     |
| 201                                | Tomás Gil (VEN)          | NP-1                    |
| 202                                | Julen Amézqueta (ESP)    | 26e                     |
| 203                                | Giuseppe Fonzi (ITA)     | 174e                    |
| 204                                | Cristian Rodríguez (ESP) | 65e                     |
| 205                                | Liam Bertazzo (ITA)      | 126e                    |
| 206                                | Mirko Tedeschi (ITA)     | 93e                     |
| 207                                | Jakub Mareczko (ITA)     | 172e                    |
| 208                                |                          |                         |
| Directeur sportif : Luca Amoriello |                          |                         |

| Équipe nationale d'Espagne ESP     | Équipe nationale d'Espagne ESP | Équipe nationale d'Espagne ESP |
| ---------------------------------- | ------------------------------ | ------------------------------ |
| Num                                | Coureur                        | Pos                            |
| 211                                | Julio Amores (ESP)             | 154e                           |
| 212                                | Vicente García de Mateos (ESP) | 47e                            |
| 213                                | David Lucas (ESP)              | 158e                           |
| 214                                | Sebastián Mora (ESP)           | 109e                           |
| 215                                | Adrià Moreno (ESP)             | 61e                            |
| 216                                | Eloy Teruel (ESP)              | 171e                           |
| 217                                | Albert Torres (ESP)            | 141e                           |
| 218                                | Cristian Torres (ESP)          | 161e                           |
| Directeur sportif : Salvador Melià |                                |                                |

| D'Amico Bottecchia AZT            | D'Amico Bottecchia AZT   | D'Amico Bottecchia AZT |
| --------------------------------- | ------------------------ | ---------------------- |
| Num                               | Coureur                  | Pos                    |
| 221                               | Giorgio Bocchiola (ITA)  | 148e                   |
| 222                               | Fabio Chinello (ITA)     | 156e                   |
| 223                               | Paolo Ciavatta (ITA)     | 77e                    |
| 224                               | Fabio Tommassini (ITA)   | 135e                   |
| 225                               | Daniel Ginés (ESP)       | 133e                   |
| 226                               | Antonio Parrinello (ITA) | 157e                   |
| 227                               | Marco Tizza (ITA)        | 92e                    |
| 228                               |                          |                        |
| Directeur sportif : Massimo Codol |                          |                        |

| Tusnad TCT                       | Tusnad TCT               | Tusnad TCT |
| -------------------------------- | ------------------------ | ---------- |
| Num                              | Coureur                  | Pos        |
| 231                              | Carol-Eduard Novak (ROU) | DSQ-3      |
| 232                              | Szabolcs Sebestyén (ROU) | 165e       |
| 233                              | Vlad Nicolae Dobre (ROU) | 179e       |
| 234                              | Daniel Crista (ROU)      | 176e       |
| 235                              | Andrei Nechita (ROU)     | 119e       |
| 236                              | Sebastián Mascaro (ESP)  | 128e       |
| 237                              | Martín Lestido (ESP)     | 71e        |
| 238                              | Josep Miralles (ESP)     | 122e       |
| Directeur sportif : Nandor Lazar |                          |            |

| Lokosphinx LOK                          | Lokosphinx LOK         | Lokosphinx LOK |
| --------------------------------------- | ---------------------- | -------------- |
| Num                                     | Coureur                | Pos            |
| 241                                     | Alexander Vdovin (RUS) | 105e           |
| 242                                     | Vasily Neustroev (RUS) | 137e           |
| 243                                     | Sergey Vdovin (RUS)    | 113e           |
| 244                                     | Vadim Zhuravlev (RUS)  | 114e           |
| 245                                     | Artem Samolenkov (RUS) | 82e            |
| 246                                     | Dmitriy Sokolov (RUS)  | 81e            |
| 247                                     | Sergey Shilov (RUS)    | 85e            |
| 248                                     | Dmitri Strakhov (RUS)  | 103e           |
| Directeur sportif : Alexander Kuznetsov |                        |                |